# Ducado de Sajonia-Eisenberg
Sajonia-Eisenberg fue antiguo ducado de Alemania situado en el actual estado federado de Turingia, perteneciente a los llamados Ducados Ernestinos, ya que eran gobernados por duques de la línea Ernestina de la casa sajona de los Wettin. Se mantuvo de 1680 a 1707.
Sajonia-Eisenberg era parte del Ducado de Sajonia-Gotha hasta que en 1680 los numerosos hijos de Ernesto I de Sajonia-Gotha se repartieron sus territorios. Eisenberg, Roda, Ronneburg y Camburg fueron las ciudades que le correspondieron en la herencia a Cristian, el quinto hijo de Ernesto e Isabel Sofía de Sajonia-Altenburgo.
En su corto periodo de independencia (27 años), se construyó la hermosa iglesia del palacio de Christiansburg en estilo barroco, una de las más notorias de Turingia.
Al morir el duque sin descendencia masculina, el ducado pasó a su sobrino Federico II de Sajonia-Gotha-Altenburg.

## Duques de Sajonia-Eisenberg
- Cristian (1680-1707), hijo de Ernesto I de Sajonia-Gotha

- Datos: Q657792